# 2021年1月ドイツキリスト教民主同盟党首選挙
2021年1月ドイツキリスト教民主同盟党首選挙は、2021年1月16日に行われたドイツキリスト教民主同盟(CDU)の党首を決める選挙。同党の第33回党大会（独: 33. Parteitag der CDU Deutschlands、1月15日-16日）内で行われた。
アンネグレート・クランプ＝カレンバウアーが2020年2月に党首職の辞意を表明し、4月に党大会が開かれ後継者が選ばれる予定であったが、新型コロナウイルス感染症の流行拡大に伴い党大会が4月から年末まで延期され。その後感染者数が再び増加し始めたため、再度延期された。
最初の投票では反メルケル、保守派のフリードリヒ・メルツが385票で1位となり、ノルトライン＝ヴェストファーレン州首相のアルミン・ラシェットが380票で僅差で2位、外交通のノルベルト・レトゲンは224票にとどまり3位。メルツとラシェットが決選投票に進んだ。投票の結果、ラシェットが581票を獲得し、466票の獲得にとどまったメルツを逆転で下し新党首に選ばれた。